# Wydział Nauk Ścisłych, Przyrodniczych i Technicznych Uniwersytetu Jana Długosza w Częstochowie
Wydział Nauk Ścisłych, Przyrodniczych i Technicznych Uniwersytetu Jana Długosza w Częstochowie (WNSPT UJD) – jeden z 6 wydziałów Uniwersytetu Jana Długosza w Częstochowie od 1 października 2019. Wcześniej istniał pod nazwą Wydziału Matematyczno-Przyrodniczego i został utworzony na początku funkcjonowania uczelni, czyli w czasie powstania Wyższej Szkoły Nauczycielskiej powołanej w 1971 roku. Kształci studentów na 11 kierunkach studiów stacjonarnych i niestacjonarnych, które zaliczane są do nauk ścisłych oraz technicznych.

## Historia
Wydział powstał w 1971 roku jako jeden z dwóch wchodzących w strukturę Wyższej Szkoły Nauczycielskiej w Częstochowie. Kształcił studentów na 5 kierunkach: chemia, fizyka, chemia z fizyką, fizyka z chemią i matematyka. W momencie przekształcenia Wyższej Szkoły Nauczycielskiej w Wyższą Szkołę Pedagogiczną w 1974 roku istniały dwa instytuty: chemii i fizyki. W 1980 roku powołano instytut matematyki. 
26 marca 2001 roku Centralna Komisja do Spraw Stopni i Tytułów przyznała WMP uprawnienia do nadawania stopnia doktora nauk fizycznych w dyscyplinie fizyka. Pierwsza obrona odbyła się  28 października 2003 roku. Stopień doktora otrzymała wówczas Izabela Fuks-Janczarek. Temat jej pracy brzmiał: „Zależność efektów nieliniowooptycznych trzeciego rzędu od struktury wiązań i konfiguracji cząstek wybranych związków organicznych”. Obrona odbyła się w językach polskim i francuskim. Promotorami pracy byli prof. dr hab. Janusz Berdowski, rektor WSP, i prof. dr hab. Bouchta Sahraoui z Angers (Francja). Kolejne uprawnienia do nadawania stopnia doktora z chemii wydział otrzymał 24 czerwca 2013 roku. Pierwszy doktorat z chemii zatytułowany „Wybrane badania w dziedzinie kwasów aminoalkilofosfonowych” obronił Marcin H. Kudzin (10 grudnia 2014 roku). Od 1 października 2019 roku, zarządzeniem Rektora UJD, Wydział funkcjonuje jako Wydział Nauk Ścisłych, Przyrodniczych i Technicznych Uniwersytetu Humanistyczno-Przyrodniczego im. Jana Długosza w Częstochowie.

## Kształcenie
Studia pierwszego stopnia na Wydziale kończą się uzyskaniem tytułu zawodowego licencjata lub inżyniera. Kształcenie trwa wtedy odpowiednio 6 lub 7 semestrów. WNSPT kształci też na poziomie studiów II stopnia. Absolwenci uzyskują tytuł magistra (4 semestry). Jednostka prowadzi również studia doktoranckie na kierunkach: chemia i fizyka. Studia trwają 8 semestrów. Wydział prowadzi studia podyplomowe.
Kierunki studiów:
- biotechnologia (I st.) i (II st.),
- chemia (I), (II) i (III),
- dietetyka[10](I),
- fizyka (I), (II), (III),
- informatyka (I), (II)
- innowacyjne technologie i nowoczesne materiały (I),
- inżynieria bezpieczeństwa (I), (II),
- inżynieria multimediów (I),
- kryminalistyka i systemy bezpieczeństwa[11] (I),
- matematyka (I),
- żywienie człowieka i dietetyka (II).

## Władze wydziału
W kadencji 2024–2028:
| Stanowisko | Imię i nazwisko                    |
| --- | ---------------------------------- |
| Dziekan | dr hab. Renata Barczyńska-Felusiak |
| Prodziekan ds. ogólnych | dr Kamila Kapuśniak                |
| Prodziekan ds. kształcenia i spraw studenckich (Kierunki: dietetyka; żywienie człowieka i dietetyka; produkcja i marketing żywności)                                                               | dr Agnieszka Bąbelewska            |
| Prodziekan ds. kształcenia i spraw studenckich (Kierunki: biotechnologia; chemia; farmacja) | dr Anna Nowik-Zając                |
| Prodziekan ds. kształcenia i spraw studenckich (Kierunki: innowacyjne technologie i nowoczesne materiały; inżynieria bezpieczeństwa; inżynieria medyczna; kryminalistyka i systemy bezpieczeństwa) | dr inż. Karolina Grabowska         |
| Prodziekan ds. kształcenia i spraw studenckich (Kierunki: fizyka; matematyka; informatyka; inżynieria multimediów)                                                                                 | dr hab. Bożena Woźna-Szcześniak    |

## Struktura organizacyjna
| Jednostka                                           | Kierownik                              |
| --------------------------------------------------- | -------------------------------------- |
| Instytut Chemii                                     | prof. dr hab. Volodymyr Pavlyuk        |
| Instytut Fizyki                                     | dr Dominik Szczęśniak                  |
| Katedra Dietetyki i Badań Żywności                  | dr hab. Renata Barczyńska-Felusiak     |
| Katedra Matematyki i Informatyki                    | dr hab. Bożena Woźna-Szcześniak        |
| Katedra Zaawansowanych Metod Obliczeniowych         | prof. dr hab. inż. Jarosław Krzywański |
| Katedra Biochemii, Biotechnologii i Ekotoksykologii | prof. dr hab. Robert Biczak            |
| Zakład Współczesnych Problemów Bezpieczeństwa       | dr Jacek Copik                         |